# Pécsi Balett
A Pécsi Balett Magyarország egyik híres balett-társulata Pécsett. 1960-ban alakult meg Magyarország első modern balettegyütteseként.
A ma táncművészetének feladata az eszmét hordozó gondolat, és az azt kifejező forma harmóniájának helyreállítása. Törekvésünk, hogy olyan új táncjátékokat hozzunk létre, amelyek elevenen hatnak a ma emberére, formálják, alakítják eszmevilágát, az emberi test, a zene és a látvány szépségének együtt megnyilatkozó erejével.
Ez az együttes sokoldalú, kitartó, nagy munkabírású, szenvedélyes emberekből áll, akik alig várják, hogy tanulhassanak. Magas szintű technikai tudással rendelkeznek stiláris berögződések nélkül, könnyedén váltanak a klasszikus technika légiességéről a kortárs mozgásformák földközeliségére." nyilatkozta a társulatról

## Története
Az 1959–60-as évadban már tartottak balettelőadásokat a Pécsi Nemzeti Színházban Téri Tibor, Lőrinc György, és Eck Imre koreográfiáiból. Téri Tibor 1959-ben érkezett Pécsre, a Pécsi Nemzeti Színházba, ahol az ottani táncosokon (Domján Marika és Tibor) kívül leszerződtette az Állami Balett Intézetben (ÁBI) akkor végző évfolyamot: Csifó Ferencet, Fodor Antalt, Medveczky Ilonát, Rónai Mártát, Stimácz Gabriellát. Első bemutatójuk egyfelvonásosokból állt: Rimszkij-Korszakov: Seherezáde, Ravel: Bolero és Kincses József erdélyi népballada-feldolgozása, a Kádár Kata. Az 1960-as második bemutatóra Téri már társakat hívott maga mellé: Lőrinc György (a Balett Intézet akkori igazgatója) Debussy: Egy faun délutánját, Téri Casella: A korsó c. egyfelvonásosát, az ugyancsak meghívott Eck Imre Kabalevszkij: Komádiásokját koreografálta.

## Eck Imre
Ennek folytatásaként alakult meg 1960-ban a Pécsi Balett, mely Magyarország első, európai hírű modern balett együttese lett. A Pécsi Balett jellegzetes táncnyelvét Eck Imre a klasszikus balett alapjain a pantomimból, a néptáncból és egy sajátos gesztusnyelvből merítette. Az együttes méltán vívta ki országos és nemzetközi sikereit. Eck Imre, a Pécsi Balett alapítója, 1960-tól 1969-ig balett igazgatója, majd 1992-ig művészeti vezetője és koreográfusa volt az együttesnek.
Koreográfusi munkássága a nyolcvanas évek végéig meghatározta a társulat repertoárját. Műveiben kezdettől fogva a kor problémáiról szólt, a színpadi tánc korszerű kifejezési formáit kutatta, sajátos nyelvezetet alakított ki, amelyben a jazztánc, az akrobatika és a pantomim elemeit ötvözte a klasszikus balettel. Többnyire inkább kisebb formátumú műveket készített, amelyekhez szívesen használta fel kortárs zeneszerzők műveit. A hetvenes években a folklór is megjelent balettjeiben. Készített koreográfiákat az Operaháznak és külföldi együtteseknek (Boston, Belgrád, Helsinki stb.) is. Kossuth-díjas (1978), Liszt Ferenc-díjas (1978), érdemes (1970) és kiváló művész (1988).

### Főbb koreográfiái
- Csongor és Tünde (1959)
- Az iszonyat balladája (1961)
- A parancs (1962)
- Etűdök kékben (1964)
- A csodálatos mandarin (1965, 1987)
- Magyar babák (1971)
- Requiem (1976)
- Salome (1980)
- Szerelem (1986)

## Tóth Sándor
Tóth Sándor, Liszt Ferenc-díjas, Erkel Ferenc-díjas, érdemes művész, a Pécsi Balett alapító tagja 1969-től 1991-ig volt a Pécsi Balett igazgatója és koreográfusa. Igazgatása alatt indult el egy új vonulat a balett életében, melyben fiatal tehetségek és vendégkoreográfusok lehetőséget kaptak arra, hogy a Pécsi Balettel dolgozhassanak. A szakma és a közönség szívesen fogadta műveit, melyek tükrözték zenei ízlését, formaérzékét, humorát, a klasszikus balett, a jazz iránti vonzódását.

### Főbb koreográfiái
- Társaság (1973)
- Körtánc (1974)
- Gyermekgyászdalok (1979)
- Rómeó és Júlia (1980)

## Herczog István
Herczog István Harangozó Gyula-díjas művész 1992-től 2001-ig volt a Pécsi Balett igazgatója és koreográfusa. Neves német balett-társulatok szólistájaként, koreográfusaként, igazgatójaként hosszú, sikeres éveket töltött el a hazánkétól merőben különböző munkamorálú és fejlett menedzsmenttel rendelkező művészi élet közegében. Társulatát az együttes kiváló szólistáiból, Európából szerződtetett fiatal táncosokból és a Pécsi Művészeti Középiskola növendékeiből szervezte újjá. A kritika Herczog István koreográfiai stílusából az ízlést, a zenei és szakmai kultúrát, a klasszikus és modern táncot mértéktartóan elegyítő nyelvezetet, és a művekben mindig jelen lévő artisztikumot emelte ki.

### Főbb koreográfiái
- Az élet állomásai (1991)
- Coppelia (1993)
- Carmina Burana (1997)
- Nosferatu (1998)
- Zorba, a görög (1999)
- A kaméliás hölgy (2000)

## Keveházi Gábor
2001-ben az együttes vezetését Keveházi Gábor Kossuth-díjas, kiváló művész vette át, művészeti vezetését 2001-től 2003. tavaszáig pedig Egerházi Attila koreográfus. Ők a "legenda folytatódik" szlogent szemük előtt tartva, célul tűzték ki a társulat régi művészi koncepciójának visszaállítását. Korábban is jellemző volt a társulatra, és ma is az, hogy új táncirányzatokat bátran felvállaló együttes, amely a legkülönbözőbb stílusok széles skáláját kívánja repertoárján felsorakoztatni.

### Főbb koreográfiái
- Támad a szél – Egerházi Attila (2001)
- Kakukkfészek (2002)
- Carmen szerelmek – Keveházi Gábor, Raza Hammadi, Egerházi Attila,(2002)
- A fából faragott királyfi, A csodálatos mandarin (2003)

## Vincze Balázs
2005. augusztus 1-jétől a Pécsi Balett új igazgatója Vincze Balázs Harangozó Gyula-díjas, Imre Zoltán-díjas és Seregi-díjas táncművész. Vezetésével a Pécsi Balett olyan útra lépett, mely szellemében, szándékában vállaltan nyúl vissza az Eck Imre-i gyökerekhez: nem követni, másolni akar irányzatokat, hanem új, saját stílust és formanyelvet kialakítani. Ehhez meg kell, hogy nyerje, ki kell, hogy nevelje közönségét. Vincze Balázs művészi koncepciójának legfontosabb eleme: a fiataloknak szóló művek létrehozása, táncszerető közönség felnevelése. Az utóbbi évek előadásainak egyéni, karakteres táncnyelve a klasszikus balettől a street dance-ig átívelő széles spektrumból építkezik. A táncszínház legjobb hagyományai valósulnak meg, ahol a tánc, a képi és a dramaturgiai megfogalmazás szerves egységgé fonódik, maradandó színházi élményt adva. A szakmailag és emberileg nívós, erős társulat építése, a táncszerető közönség megtartása és kibővítése mellett legfontosabb feladatának tekintette a tagozati lét megszüntetését, a Pécsi Balett önálló működésének megteremtését. 11 év küzdelem után sikerült tánctörténeti pillanatot írnia: 2017 januárjában Pécs M.J. Város megalapította a szakmailag és gazdaságilag is önálló Pécsi Balett Nonprofit Kft.-t, melynek élére Vincze Balázst nevezte ki ügyvezetőnek. Az önállósodás elérésében nagy segítségére volt dr. Hoppál Péter akkori kultúráért felelős államtitkár.
A Pécsi Balett székhelye 2017-től a Zsolnay Kulturális Negyed, mely székhelyként tökéletesen harmonizál a Pécs 2010 – Európa Kulturális Fővárosa Program vállalásaival, szemléletével. Szimbolikus jelentése van annak, hogy Pécs városának két fontos, könnyen exportálható márkaneve, a ’Zsolnay’ és a ’Pécsi Balett’ hivatalosan is összefonódott. A Pécsi Balett EKF nagykövetként méltó helyet kapott a Pécs2010 – Európa Kulturális Fővárosa projekt legnagyobb beruházásának helyszínén, mint a Zsolnay Kulturális Negyed rezidens balettegyüttese. A Pécsi Balett önálló működése lehetővé teszi, hogy a tánc univerzális nyelvén Pécs városát képviselje itthon és a nagyvilágban, ezáltal misszióját újra szabadon tudja teljesíteni.

### Főbb koreográfiái
- Bonnie & Clyde (2006)
- Európai Táncgaléria – Julian Moss, Vincze Balázs, Raza Hammadi (2007)
- Spartacus 2076 (2007)
- Bolero (2008)
- Giselle (2009)
- Otello (2011)
- Banális viszonyok-édes finomságok (2013)
- Diótörő (2013)
- Carmen (2014)
- A kis herceg és a planéták (2015)
- A kis herceg (2016)
- Faust, az elkárhozott (2016)
- Száll a kakukk fészkére (2016)
- A csodálatos mandarin (2016)
- A fából faragott királyfi (2017)
- Rómeó és Júlia (2018)[1]

## Uhrik Teodóra
2017. október 1-jétől Uhrik Teodóra Kossuth- és Liszt-díjas Érdemes művész, a társulat alapító tagja tölti be a Pécsi Balett Nonprofit Kft. ügyvezetői posztját, Vincze Balázs a továbbiakban művészeti vezetőként vesz részt az operatív ügyek intézésében.
A Pécsi Balett az elmúlt 12 év során vitathatatlanul hazánk egyik legelismertebb, vezető táncegyüttesévé vált. A minőségi munkát igazolja a rangos magyar és külföldi felkérések magas száma, valamint a közönség folyamatos érdeklődése. A Pécsi Balett előadásainak egyéni, karakteres táncnyelve igen széles spektrumból építkezik. A tánc, szerves egységgé formálódik az innovatív vizuális és a dramaturgiai megfogalmazással, így a táncszínház legjobb hagyományai valósulnak meg a színpadon. Vincze Balázs kezei alatt az elmúlt évek során egy erős, összetartó és szakmailag nívós társulat formálódott, mely jelentős előadások sorát hozta létre. A továbbiakban Uhrik Dórával közösen ezt az utat kívánják folytatni, ugyanakkor önállósodva fontos célkitűzés a hangsúlyosabb magyarországi jelenlét és a komolyabb nemzetközi megmutatkozás, mivel a társulat a város meghatározó kulturális exportcikke.
A Pécsi Balett új táncirányzatokat bátran felvállaló együttes, amely a legkülönbözőbb stílusok széles skáláját kívánja repertoárján felsorakoztatni. A műsorpolitika két pillérre támaszkodik. Egyrészről Pécs és a régió nézőközönsége által elvárt polgári értékek reprezentálására törekszik – amennyiben azt a táncműfaj réteg mivolta engedi. Eszerint elsődleges cél legmagasabb művészi és szakmai igénnyel olyan balett előadásokat létrehozása, melyek a nagyközönség és az ifjúság tetszésére is számot tarthatnak, szórakoztatnak, és egyben művészi nevelő-, építő-, elgondolkodtató erővel bírnak. Az értékközvetítés másik pillérét újszerű, kísérletező, esetleg meghökkentő és különlegesen innovatív egyfelvonásos művek bemutatása jelenti. Utóbbi cél teljesüléséhez a szakmai és intézményi önállóság biztosít a korábbinál nagyobb teret és több lehetőséget. A jövőben a Pécsi Balett e rövidebb művekkel kíván táncfesztiválokon, szakmai eseményeken jelen lenni.
Kiemelten fontosnak tartják a fiatal táncszerető generációk felnevelését, a táncművészet népszerűsítését, ezért olyan darabok szerepelnek a repertoáron, melyek az óvodásoktól a középiskolás korosztályon át, a táncot már értő és szerető idősebb generációk érdeklődésére is számot tarthatnak.

### Főbb munkái rendezőként, társrendezőként, dramaturgként
- Hófehérke és a hét törpe - rendező, dramaturg (2011)
- Otello - dramaturg (2011)
- Ideje a táncnak gyerekek! - rendező, dramaturg (2013)
- Diótörő - dramaturg, a rendező munkatársa (2013)
- Carmen - dramaturg (2014)
- A kis herceg és a planéták - dramaturg-rendező (2015)
- A kis herceg - dramaturg (2016)
- A makrancos hölgy - dramaturg (2017)
- Rómeó és Júlia - dramaturg (2018)[1]

## Előadásaik 2005 szeptemberétől
| Zeneszerző                                      | Koreográfus                                        | Darab                                                         | Színház                           | Bemutató előadás      |
| ----------------------------------------------- | -------------------------------------------------- | ------------------------------------------------------------- | --------------------------------- | --------------------- |
| Weisz Nándor                                    | Jurányi Patrick                                    | A Notre-Dame-i toronyőr                                       | Pécsi Nemzeti Színház             | 2005. november 25.    |
| Gioachino Rossini                               | Góbi Rita                                          | Hamupipőke                                                    | Pécsi Nemzeti Színház             | 2006. március 24.     |
| Bókai Zoltán                                    | Vincze Balázs                                      | Bonnie és Clyde                                               | Káptalan utcai Szabadtéri Színház | 2006. június 23.      |
| Kunert Péter                                    | Jurányi Patrick                                    | Bahnhof                                                       | Pécsi Nemzeti Színház             | 2007. március 9.      |
| John Adams                                      | Julian Moss                                        | Állhatatlan                                                   | Tettyei Romok                     | 2007. június 22.      |
| Jávori Ferenc                                   | Vincze Balázs                                      | Nem adom fel                                                  | Tettyei Romok                     | 2007. június 22.      |
| Pérez Prado                                     | Raza Hammadi                                       | Para Bango                                                    | Tettyei Romok                     | 2007. június 22.      |
| Riederauer Richárd                              | Vincze Balázs                                      | Spartacus 2076                                                | Pécsi Nemzeti Színház             | 2007. november 23.    |
| Maurice Ravel                                   | Vincze Balázs                                      | Bolero                                                        | Tettyei Romok                     | 2008. június 20.      |
| Carl Orff                                       | Herczog István                                     | Carmina Burana                                                | Tettyei Romok                     | 2008. június 20.      |
| Nagy Péter, Jeszenszky György, Párniczky András | Gaál Mariann                                       | Chance Operation                                              | Pécsi Nemzeti Színház             | 2008. szeptember 24.. |
| Dmitrij Sosztakovics, M. Bagaglio               | Zachár Lóránd                                      | Elérhetetlen területek                                        | Pécsi Nemzeti Színház             | 2009. április 17.     |
| D. Sosztakovics, ifj. Johann Strauss            | Raza Hammadi                                       | Sakk Matt                                                     | Pécsi Nemzeti Színház             | 2009. április 17.     |
| Adolphe Adam, Riederauer Richárd                | Vincze Balázs, Czebe Tünde                         | Giselle                                                       | Pécsi Nemzeti Színház             | 2009. november 6.     |
| Szokolay Sándor                                 | Eck Imre                                           | Iszonyat balladája                                            | Pécsi Nemzeti Színház             | 2010. április 16.     |
| J. S. Bach                                      | Leo Mujić                                          | Change Back                                                   | Pécsi Nemzeti Színház             | 2010. április 16.     |
| Montázs                                         | Nagy Írisz, Vincze Balázs                          | Szimbiózis                                                    | Művészetek palotája               | 2010. április 29.     |
| Riederauer Richárd                              | Cameron McMillan                                   | A Jó és a Rossz kertjében                                     | Pécsi Nemzeti Színház             | 2010. november 19.    |
| Riederauer Richárd                              | Vincze Balázs, Czebe Tünde                         | Hófehérke és a hét törpe                                      | Pécsi Nemzeti Színház             | 2011. április 16.     |
| Solti Árpád                                     | Gaál Mariann                                       | Haláltánc-variációk                                           | Nemzeti Táncszínház               | 2011. nyár            |
| Giuseppe Verdi, Riederauer Richárd              | Vincze Balázs                                      | Otello                                                        | Pécsi Nemzeti Színház             | 2011. november 25.    |
| Liszt Ferenc, montázs                           | Zachár Lóránd                                      | Lisztmánia                                                    | Pécsi Nemzeti Színház             | 2012. március 23.     |
| Goran Bregović                                  | Zachár Lóránd                                      | Bonyodalmas Balkáni Lakodalmas                                | Pécsi Nemzeti Színház             | 2012. október 13.     |
| W. A. Mozart                                    | Vincze Balázs                                      | Banális viszonyok-édes finomságok                             | Pécsi Nemzeti Színház             | 2013. február 1.      |
| "Ennio Morricone dallamaival"                   | Vincze Balázs, r.: Vidákovics Szláven              | A Jó, a Rossz és a (CSúf) COLOS                               | Pécsi Nyári Színház               | 2013. július 18.      |
| P. I. Csajkovszkij                              | Vincze Balázs                                      | Diótörő                                                       | Pécsi Nemzeti Színház             | 2013. november 30.    |
|                                                 | Zachár Lóránt                                      | H-Arcok/Hullámzó talaj                                        | Pécsi Nemzeti Színház             | 2014. február 7.      |
| Johann Sebastian Bach                           | Cameron McMillan                                   | H-Arcok/Speak to me                                           | Pécsi Nemzeti Színház             | 2014. február 7.      |
| G. Bizet - R. Scsedrin, Riederauer Richárd      | Vincze Balázs                                      | Carmen                                                        | Pécsi Nemzeti Színház             | 2014. október 24.     |
| Riederauer Richárd -Christoph Willibald Gluck   | Cameron McMillan                                   | Orfeusz és Euridiké                                           | Pécsi Nemzeti Színház             | 2015. április 24.     |
| P. I. Csajkovszkij                              | Bozsik Yvette                                      | A hattyúk tava                                                | Pécsi Nemzeti Színház             | 2015. november 29.    |
| 30Y, Beck Zoltán és Sárközy Zoltán Papa         | Rendező: Uhrik Teodóra, Koreográfus: Vincze Balázs | A kis herceg és a planéták                                    | Pécsi Nemzeti Színház             | 2016. december 18.    |
| Igor Stravinsky                                 | Molnár Zsolt                                       | Tűzmadár- szvit                                               | Szolnok                           | 2016. január 9.       |
| 30Y, Beck Zoltán és Sárközy Zoltán Papa         | Vincze Balázs                                      | A kis herceg                                                  | Pécsi Nemzeti Színház             | 2016. január 29.      |
| Dubrovay László                                 | Vincze Balázs                                      | Faust, az elkárhozott                                         | Művészetek Palotája               | 2016. április 22.     |
| Kovács Benjámin                                 | Vincze Balázs                                      | Száll a kakukk fészkére                                       | Pécsi Nyári Színház               | 2016. július 1.       |
| Bartók Béla                                     | Vincze Balázs                                      | A csodálatos mandarin                                         | Művészetek Palotája               | 2016. október 7.      |
| Bartók Béla                                     | Molnár Zsolt                                       | Táncszvit                                                     | Szolnok                           | 2017. január 9.       |
| Bartók Béla                                     | Vincze Balázs                                      | A fából faragott királyfi                                     | Kodály Központ                    | 2017. március 25.     |
| Bartók Béla                                     | Vincze Balázs                                      | Bartók-est: A csodálatos mandarin - A fából faragott királyfi | Kodály Központ                    | 2017. április 26.     |
| Kovács Benjámin                                 | Földi Béla                                         | A makrancos hölgy                                             | Pécsi Nemzeti Színház             | 2017. szeptember 15.  |
| Zenei montázs                                   | Földi Béla                                         | Footsteps                                                     | Pécsi Horvát Színház              | 2018. május 10.       |
| Szergej Rachmanyinov                            | Leo Mujic                                          | Diamond                                                       | Pécsi Horvát Színház              | 2018. május 10.       |
| Riederauer Richárd                              | Vincze Balázs                                      | Rómeó és Júlia                                                | Pécsi Nemzeti Színház             | 2018. szeptember 14.  |

## A közelmúlt díjai

### 2008
- Magyar Köztársasági Arany Érdemkereszt: Gombosi László, ügyelő
- A Pécsi Balett a Pécs2010-Európa Kulturális Fővárosa program nagykövete

### 2009
- A táncoktatásért és tánctudományért díj: Rónay Márta, alapító tag
- VOSZ Megyei Prima-díj a Pécsi Balett Együttesnek

### 2010
- Életmű-díj: Bretus Mária
- Harangozó Gyula-díj: Vincze Balázs
- Az évad legjobb női táncosa: Balássy Szilvia

### 2011
- 'A Pécsi Nemzeti Színházért' nívódíj: Czebe Tünde
- A Pécsi Balett Társulati Díja: Szabó Márton
- A Magyar Köztársasági Érdemrend középkeresztje: Uhrik Dóra, alapító tag
- Az évad legjobb női táncosa: Nagy Írisz
- Életmű-díj: Tóth Sándor, alapító tag, egykori igazgató
- Imre Zoltán-díj: Vincze Balázs - A Pécsi Balett jelenlegi igazgatója
- A legígéretesebb pályakezdő táncművész: Szabó Márton
- Az évad legjobb végzős növendéke: Tuboly Szilárd

### 2012
- A táncoktatásért-díj: Lovas Pál
- Az évad legjobb férfi táncművésze: Molnár Zsolt
- A Pécsi Balett Társulati Díja: Koncz Péter
- Harangozó Gyula-díj: Nagy Írisz

### 2013
- Az évad legjobb férfi táncművésze: Koncz Péter
- Magyar Ezüst Érdemkereszt: Bajnai Ágnes balett titkár
- A Pécsi Balett Társulati Díja: Domoszlai Edit
- Fülöp Viktor-ösztöndíj: Szabó Márton

### 2014
- Az évad legjobb női táncművésze: Domoszlai Edit
- A Pécsi Balett Társulati Díja: Tuboly Szilárd
- Magyar Arany Érdemkereszt: Vincze Balázs igazgató

### 2015
- Az évad legjobb férfi táncművésze: Szabó Márton
- Magyarország Kiváló Művésze: Lovas Pál
- A Magyar Érdemrend tisztikeresztje: Kovács Zsuzsanna
- A Pécsi Balett Társulati Díja: Ujvári Katalin

### 2016
- Fülöp Viktor-ösztöndíj: Matola Dávid, Kerekes Soma Lőrinc
- European-American Cultural Institute és az Esztrád Színház művészeti ösztöndíj: Szabó Márton
- Az évad legjobb női táncművésze: Ujvári Katalin
- A Magyar Érdemrend lovagkeresztje: Czebe Tünde
- A Pécsi Balett Társulati Díja: Kerekes Soma Lőrinc

### 2017
A Pécsi Balett Társulati Díja: Kócsy Mónika
Seregi László-díj: Vincze Balázs
Harangozó Gyula-díj: Molnár Zsolt
Fülöp Viktor ösztöndíj: Szabó Márton

### 2018
A legjobb együttes (20. Országos és Nemzetközi Kortárs Összművészeti Találkozó): Pécsi Balett
Koreográfiai díj (20. Országos és Nemzetközi Kortárs Összművészeti Találkozó): Leo Mujic (Diamond című darabért)
Az évad legígéretesebb pályakezdő táncművésze díj: Karin Iwata
Fülöp Viktor ösztöndíj: Molnár Zsolt
Esztrád Színház művészeti ösztöndíj: Matola Dávid
Arany Bab díj (Magyar Táncfesztivál-Gyermek Táncfesztivál): Hófehérke és a hét törpe